# Lady-Musgrave-Insel
Die Lady-Musgrave-Insel ist eine 0,275 km² große, unbewohnte Koralleninsel. Sie gehört zum australischen Bundesstaat Queensland, und liegt an der Ostküste des australischen Kontinents und bildet als südlichste Insel der Bunker Group mit der noch weiter südlich gelegenen Lady-Elliot-Insel das südliche Ende des Great Barrier Reef.

## Geschichte
Die Insel wurde nach der Frau von Sir Anthony Musgrave benannt. Im Jahre 1938 wurde die Hälfte der Insel zum Nationalpark deklariert, bis schließlich auch der Rest im Jahre 1967 dazu zählte.

## Flora und Fauna
Die Insel ist dicht bewaldet und von zahlreichen Vögeln besiedelt, etwa Möwen, Fregattvögeln und Tölpeln. In der Lagune leben einige große Schildkröten.

## Tourismus und Unterwasserwelt
Der gängigste Weg um die Insel zu erreichen ist über den Ort Agnes Water und Bundaberg. Die Unterwasserwelt der Lady-Musgrave-Insel ist genauso faszinierend wie die Welt über dem Meeresspiegel, wenn nicht sogar interessanter. Es kommen dort sehr seltene Fische in großer Zahl vor. Zwischen Mitte August bis Mitte Oktober gibt es in der Gegend Bootstouren zur Walbeobachtung. Die riesigen Korallenriffe locken jährlich viele Taucher an. Da die Insel unter Naturschutz steht, darf sie nur in kleinen Gruppen betreten werden, die Anzahl der Camper auf der Insel ist streng begrenzt.

## Klima
Auf der Insel herrscht tropisches Klima. Die Jahresdurchschnittstemperaturen liegen im Winter bei  etwa 20 °C und im Sommer bei 30 °C.